# 东吴证券 (香港)
东吴证券（香港）金融控股有限公司，简称东吴证券（香港），是位于江苏省苏州市的东吴证券股份有限公司（股份代号：601555.SH）的全资控股子公司，2016年6月27日成立于香港，主要提供企业融资、资产管理及经纪服务。在2020年证券公司分类监管评级中，东吴证券获得A类A级券商评级。
该公司目前持有香港证监会核发的第1类（证券交易）、第2类（期货合约交易）、第4类（就证券提供意见）、第5类（就期货合约提供意见）、第6类（就机构融资提供意见）、第9类（提供资产管理）受规管活动业务牌照。
东吴证券（香港）是香港中资期货业协会、香港中资证券业协会的会员单位。
根据中国证券业协会发布的2020年度证券公司经营情况，以境外子公司业务占营业收入比例排序，东吴证券位列中国券商前20名。

## 外部連結
东吴证券（香港）官网 （页面存档备份，存于）